# Гроаирас
Гроаирас (порт. Groaíras)  —  муниципалитет в Бразилии, входит в штат Сеара. Составная часть мезорегиона Северо-запад штата Сеара. Входит в экономико-статистический  микрорегион Собрал. Население составляет 9230 человек на 2006 год. Занимает площадь 155,963 км². Плотность населения — 59,2 чел./км².
Праздник города — 23 мая.

## История
Город основан 23 мая 1957 года. 

## Статистика
- Валовой внутренний продукт на 2003 составляет 15.917.352,00 реалов (данные: Бразильский институт географии и статистики).
- Валовой внутренний продукт на душу населения на 2003 составляет 1.767,42 реалов (данные: Бразильский институт географии и статистики).
- Индекс развития человеческого потенциала на 2000 составляет 0,653 (данные: Программа развития ООН).